# Pârâul Hotărăl
Pârâul Hotărăl este un afluent al râului Olt. 